# Іліо
Іліо (грец. Ίλιο) — передмістя на північний захід від Афін. На захід від міста лежать дві вершини гір Егалео. Муніципалітет розташований на східний південь від Елевсіна, на південь від Аттікі-Одос, на захід і південний захід від проспекту Кіфісіас і на північ від Пірея та проспекту Посейдона.

## Історія
на початку 20 століття Іліо був типовим сільськогосподарським районом. Бурхливий розвиток припав на 1950—1960-ті роки і проовжувався до 1990-х років. на початку 20 століття Іліо був типовим сільськогосподарським районом. Бурхливий розвиток припав на 1950—1960-ті роки і проовжувався до 1990-х років. Тепер територія Іліо густо забудована.
Головні вулиці — проспект Філіс, який поєднує Іліо з муніципалітетами Каматеро і Ано-Ліосія, вулиця Тівон — поєднує із Перістері — і вулиці Ідоменеос та Протесілау, які сполучають з Петруполі.

## Динаміка населення
| Рік  | Населення | Зміна              |
| ---- | --------- | ------------------ |
| 1951 | 5,460     | —                  |
| 1961 | 31,810    | +26,350 / +482.60% |
| 1971 | 56,127    | +24,317 / +76.44%  |
| 1981 | 72,427    | +16,300 / +29.04%  |
| 1991 | 78,326    | +5,899 / +8.14%    |
| 2001 | 80,859    | +2,533 / +3.23%    |

## Персоналії
- Ірині Меркурі — грецька співачка.

## Міста-побратими
- Тульча,  Румунія
- Корильяно-д'Отранто,  Італія